# Симич, Любиша
Люби́ша Си́мич (серб. Љубиша Симић / Ljubiša Simić; 27 февраля 1963, Смедерево) — сербский югославский боксёр легчайших и лёгких весовых категорий. Выступал за сборную Югославии на всём протяжении 1980-х и в начале 1990-х годов, участник двух летних Олимпийских игр, чемпион Европы, чемпион Средиземноморских игр, победитель многих международных турниров и национальных первенств. В период 1993—2005 годов боксировал на профессиональном уровне, владел титулами интернационального чемпиона по версии ВБС и интерконтинентального чемпиона по версии МБФ.

## Биография
Родился 27 февраля 1963 года в городе Смедерево Подунайского округа Югославии.

### Любительская карьера
Первого серьёзного успеха на взрослом международном уровне добился в сезоне 1980 года, когда вошёл в основной состав югославской национальной сборной и одержал победу на первенстве Балкан. Год спустя побывал на чемпионате Европы в финском Тампере, где, тем не менее, попасть в число призёров не смог, в первом же поединке со счётом 1:4 потерпел поражение от финна Ярмо Эскелинена. Принимал участие в зачёте чемпионата мира по боксу в Мюнхене, на стадии четвертьфиналов был остановлен советским боксёром Юрием Александровым, который в итоге и выиграл этот турнир. В 1983 году стал серебряным призёром Средиземноморских игр в Касабланке и выступил на европейском первенстве в болгарской Варне — вновь отсеялся во время отборочного этапа.
Благодаря череде удачных выступлений Симич удостоился права защищать честь страны на летних Олимпийских играх 1984 года в Лос-Анджелесе — боксировал здесь в легчайшем весе, в стартовом же поединке проиграл представителю Доминиканской Республики Педро Хулио Ноласко и лишился тем самым всяких шансов на попадание в число призёров.
В 1985 году на чемпионате Европы в Будапеште Любиша Симич одолел всех соперников в легчайшем весовом дивизионе, в том числе в финале взял верх над известным болгарским боксёром Александром Христовым. Кроме того, в этом сезоне завоевал бронзовую медаль на Кубке мира в Сеуле. На европейском первенстве 1987 года в Турине в четвертьфинале вновь встретился с Александром Христовым и на сей раз уступил ему со счётом 0:5.
Будучи одним из лидеров боксёрской команды Югославии, Симич благополучно прошёл отбор на Олимпийские игры 1988 года в Сеуле, но не имел здесь большого успеха — в первом стартовом бою полулёгкого веса его со счётом 0:5 победил представитель Советского Союза Мехак Казарян.
После сеульской Олимпиады Любиша Симич остался в основном составе югославской национальной сборной и продолжил принимать участие в крупнейших международных турнирах. Так, он участвовал в чемпионате Европы в Афинах и в чемпионате мира в Сиднее. Помимо этого, в 1991 году выступил в легчайшем весе на Средиземноморских играх в Афинах и одержал здесь победу над всеми противниками по турнирной сетке. Всего за долгую любительскую карьеру провёл более 500 поединков, в общей сложности девять раз становился чемпионом Югославии в разных весовых категориях, трижды побеждал на чемпионатах Балкан.

### Профессиональная карьера
Завершив карьеру в любительском боксе, в апреле 1993 года дебютировал на профессиональном ринге — своего первого соперника победил по очкам в четырёх раундах. Однако уже следующий свой поединок он проиграл малоизвестному боксёру-дебютанту. Боксировал преимущественно на территории Сербии, одержал несколько значимых побед в лёгкой весовой категории, в частности в 1995 году завоевал титул интернационального чемпиона по версии Всемирного боксёрского совета (в том же году пытался защитить полученный чемпионский пояс, но получил рассечение и после десятого раунда вынужден был отказаться от дальнейшего продолжения боя).
Несмотря на поражение, продолжил выходить на ринг и во второй половине 1990-х годов сделал серию из пяти побед, в том числе завоевал и защитил титул интерконтинентального чемпиона в лёгком весе по версии Международной боксёрской федерации. В 1998 году во время второй защиты титула потерпел поражение по очкам и вскоре принял решение завершить карьеру профессионального спортсмена.
В 2005 году уже в возрасте 42 лет вернулся в профессиональный бокс ради одного боя и добавил в послужной список ещё одну победу. Таким образом, всего провёл 16 профессиональных поединков, из них 13 выиграл (в том числе 6 досрочно) и 3 проиграл.